# Albanija na ZOI 2010.
Albanija je nastupala na XXI. Zimskim olimpijskim igrama 2010. u Vancouveru u Kanadi. Jedini predstavnik bio je Erjon Tola u alpskom skijanju. Nakon ZOI 2006. ovo im je drugi nastup u povijesti na ZOI.

## Alpsko skijanje
- Erjon Tola